# Jofiel
Jofiel (do hebraico יופיאל, Yofiel, beleza do Senhor) é um anjo de acordo com as religiões judaica e Cristã Ortodoxa. Também é conhecido como Iophiel, Iofiel, Jofiel, Yofiel, Zofiel, Youfiel e Zophiel ("Minha rocha é Deus").

## Na cabala e na tradição judaica

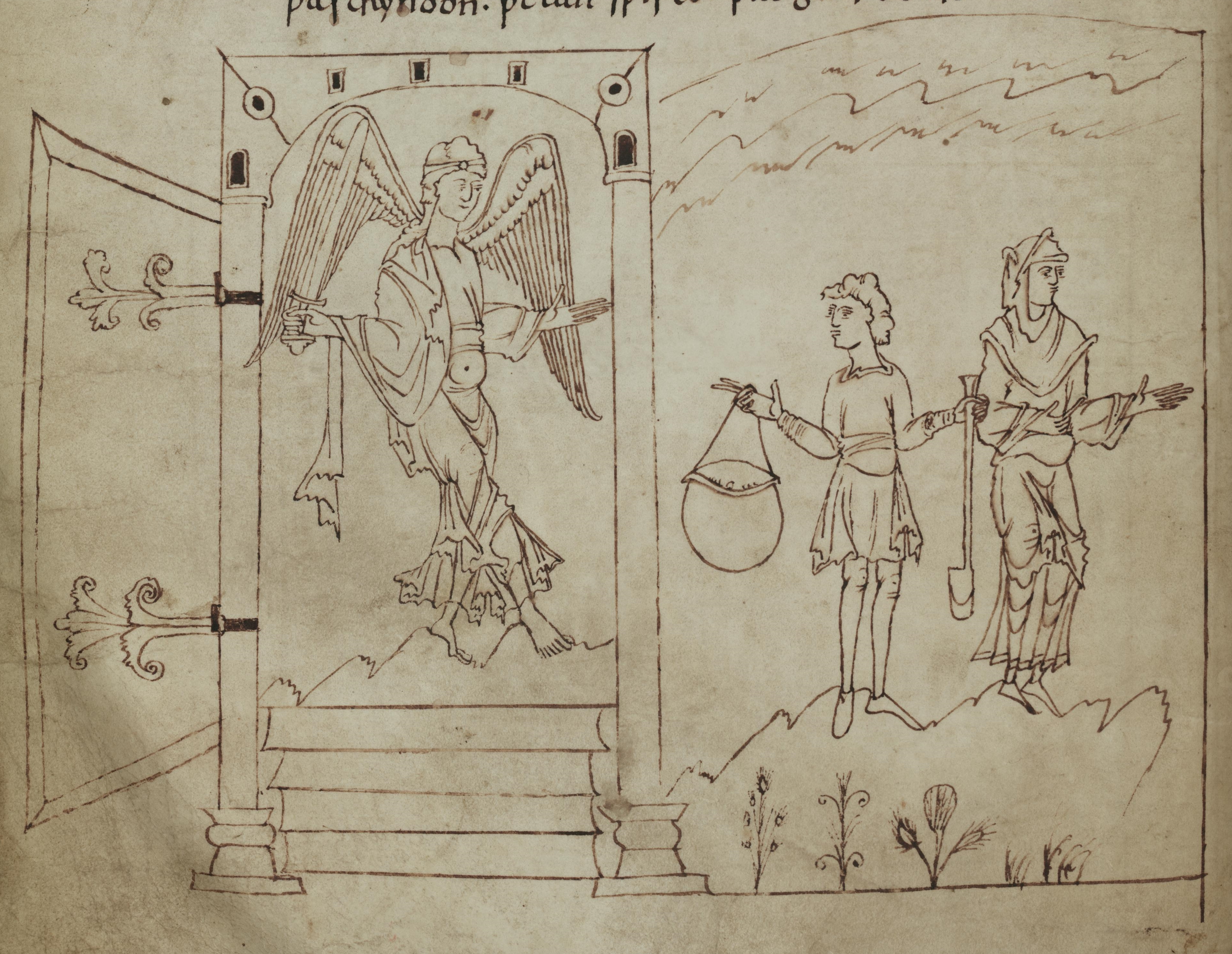
Jofiel teria sido o anjo que retirou Adão e Eva do Paraíso.

Jofiel é na cabala e no judaísmo o anjo companheiro de Metatron (um príncipe da presença divina) e um dos chefes do coro de querubins.
Ele é um querubim ou um trono, por isso ele é também conhecido como "príncipe do Céu" encontrado na lei judaica e é um cuidador dos sete céus e dos coros angélicos. Jofiel é listado como um príncipe do Torá (lei divina) e igual a um anjo da presença.
Jofiel e Zadkiel também apoiam o Arcanjo Miguel nas batalhas. Ele também pode ser "o anjo príncipe do Torá que é creditado por ter ensinado a Moisés o mistério cabalístico". Em encantos aramaicos ele é considerado um grande arcanjo. Ele é incluído em várias listagens como um arcanjo, incluindo a listagem do começo da Idade Média pelo teólogo medieval Pseudo Dionísio.
Paracelso citou ele como a inteligência de Júpiter e o descreveu como "o regente de Júpiter em Pisces e em Sagittarius e o grande príncipe que comanda 53 legiões de anjos". Ele é o controlador de Saturno, alternando o comando com Zaphkiel.
No livro de números 3:35, "chefe da casa do patriarca das famílias de Merari". Um regente de Libra que cura a estupidez em humanos, o príncipe regente dos principados e um dos anjos de amuletos de parto. Ele também é o anjo de setembro.
O Zohar lista ele como um grande anjo chefe de 53 legiões de anjos de ranking inferior servindo ele e superintendendo a leitura do Torá nos sábados. A cabala diz que ele é o espírito de Júpiter quando este passa pelo signo de Pisces e Sagittarius. Ele é listado como um anjo que está envolvido na criação de amuletos e é um anjo de amuletos. Ele é descrito como um dos oito anjos príncipes do Merkabah que são superiores a todos os anjos incluindo Metratron.
Outro possível nome para Jofiel é Dina do sétimo céu que foi um guardião cabalístico do Torá. Ele ensinou 70 línguas para as almas no alvorecer da criação, orientador, ensinante, inspirador da busca pela sabedoria. Dina provavelmente é também chamada de Yefefiah e Iofiel, eles compratilham muitos atributos entre si, é possivelmente sejam o mesmo ser.

## Na tradição cristã
Na tradição cristã Jofiel ou Jophiel, não é nomeado em escrituras mas algumas fontes acreditam que ele foi o anjo que retirou Adão e Eva do Jardim de Éden, o que o faria ser o primeiro anjo a aparecer na Bíblia. Se esse for o caso ele também deveria ser o anjo guardião da Árvore da Vida com uma espada flamejante para impedir o retorno da humanidade ao Jardim.
Entre antigas lendas que passam de geração em geração, Jophiel também seria um dos 7 arcanjos do Senhor que ajudou na destruição das Cidades de Sodoma e Gomorra, citadas no Antigo Testamento.

## Na literatura
Anjos de Amor e Luz descreve-o como o arcanjo do paraíso e o patrono dos artistas e da iluminação. Ele ensina aos outros o poder da luz como um todo. Ele também é descrito como o raio amarelo da sabedoria, iluminação e constância. 
Jofiel é também o sujeito do poema por Maria Gowen Brooks.

## Leitura Posterior
- Fischer, Lynn (1996), Angels of Love and Light [with original paintings of the Seven Beloved Archangels and Their Archeiai by Marius Michael-George], Transformational Media Publications, South Yarmouth, MA
- "Jophiel," Pearls of Wisdom, Volume 7 Number 43, 1994, The Summit Lighthouse, Copyright © 1997 Church Universal and Triumphant
- "Seven Beloved Archangels Speak," 1954, The Bridge to Freedom